# Escolástico (exarca)
Escolástico (en latín, Scholasticus) fue un  exarca de Rávena entre 713 y 723.
En 713 fue nombrado exarca, el mismo año que el ortodoxo Anastasio se convirtió en emperador bizantino, y derrocó al emperador monotelita Filípico. 
El nuevo emperador le confió una carta que debería llevar a Roma al papa Constantino donde rebosaba paz, y profesaba su lealtad, ortodoxia y adhesión al Sexto Concilio General (Tercer Concilio de Constantinopla), que había condenado el monotelismo. Con esto, se pretendía ayudar a sanar la grieta entre Roma y Constantinopla.
Fue sustituido como exarca de Rávena en 723 por Pablo.